# Spithami

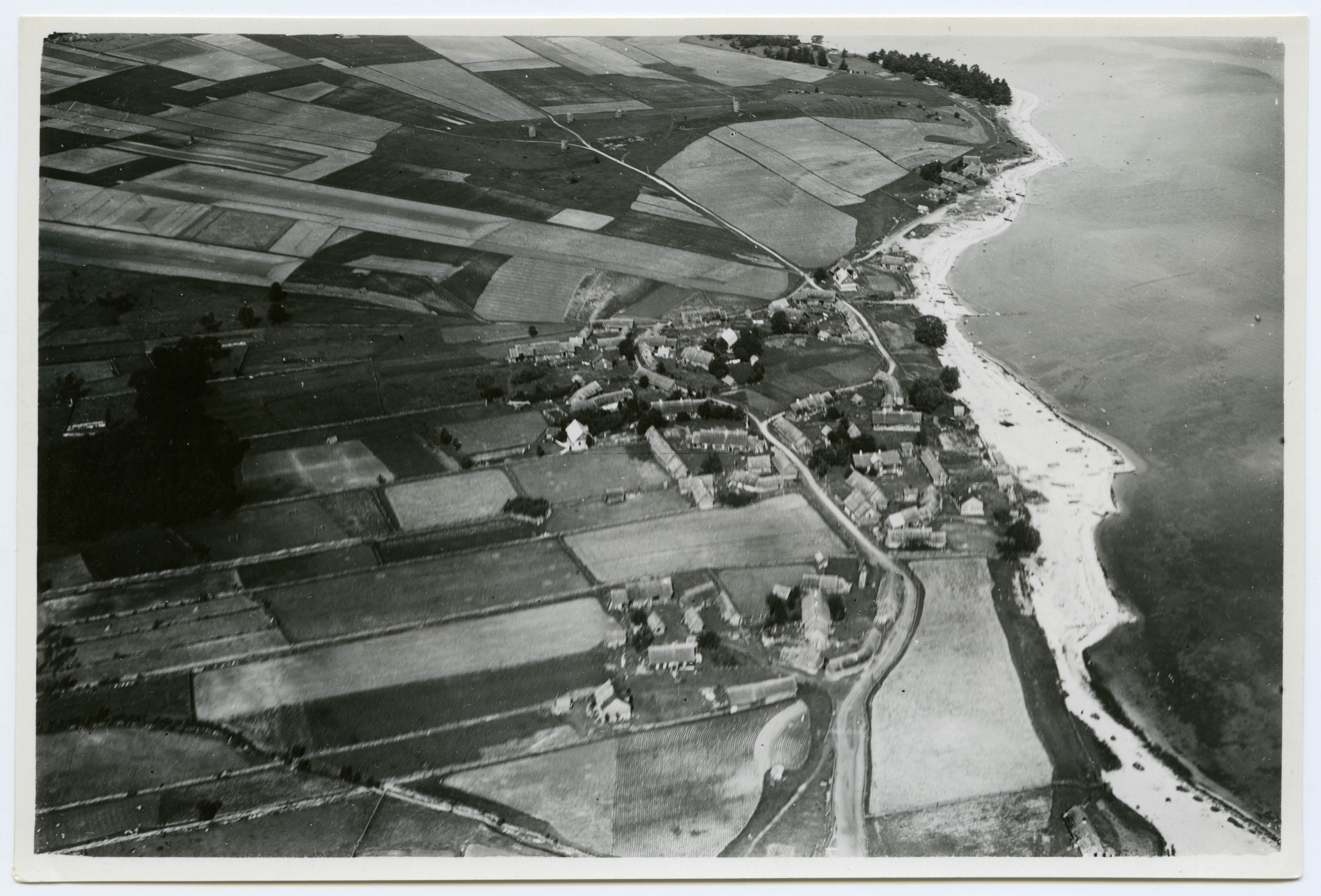
Spithami im Jahr 1934

Spithami (schwedisch Spithamn, deutsch Spitham) ist ein Dorf (estnisch küla) in der Landgemeinde Lääne-Nigula (bis 2017: Landgemeinde Noarootsi) im Kreis Lääne in Estland.

## Einwohnerschaft und Lage

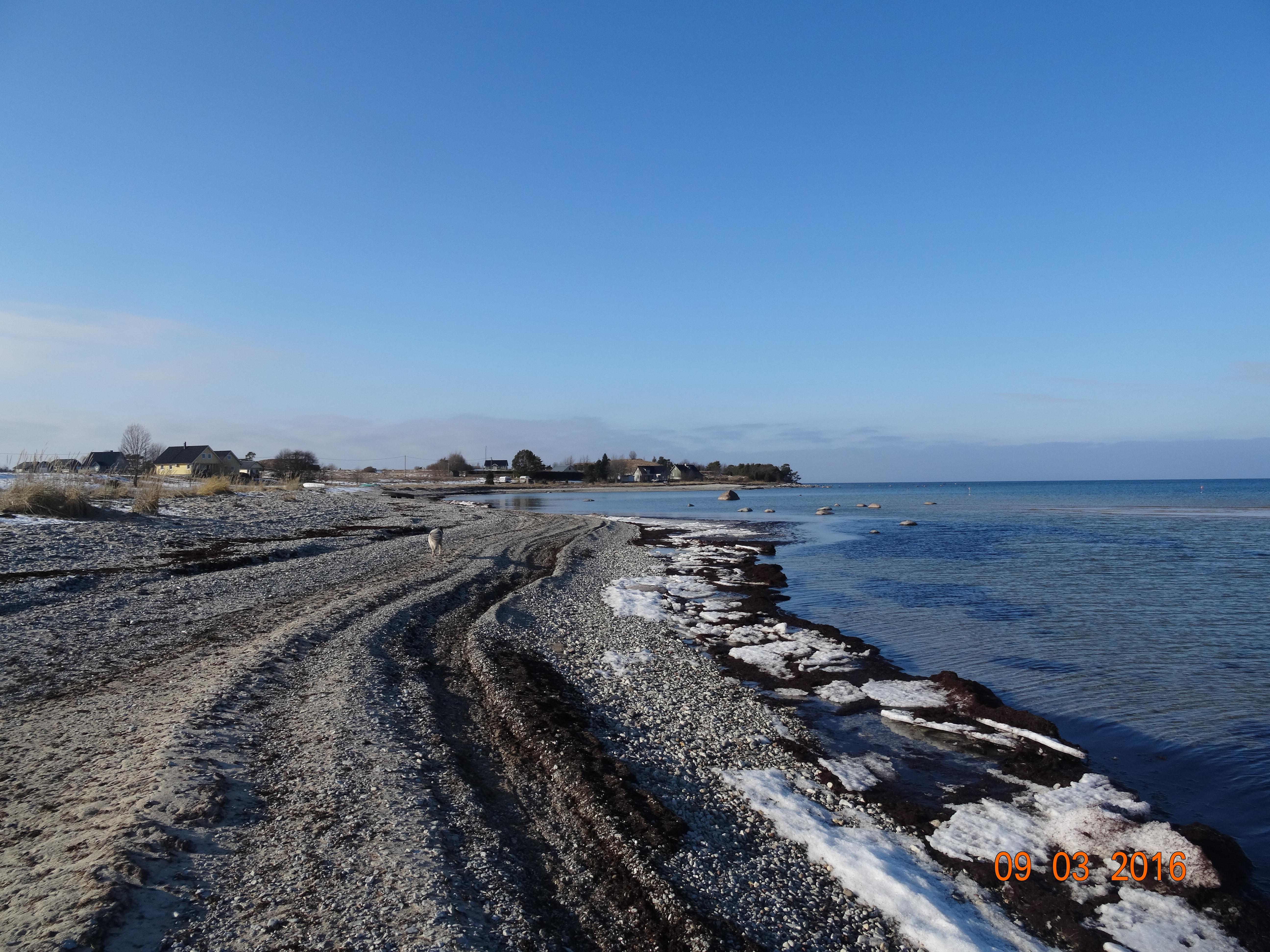
Der östliche Strand Spithamis. Blick in Richtung der Halbinsel Põõsaspea

Nordwestlich von Spithami erstreckt sich die Halbinsel Põõsaspea (Põõsaspea neem) in die Ostsee. Östlich des Ortes erstreckt sich an der Meeresküste das langgestreckte Landschaftsschutzgebiet Nõva (Nõva maastikukaitseala).
Im Mittelalter diente der Ort als Fischfangplatz der örtlichen Bauern. Vor der Mitte des 14. Jahrhunderts gründeten Schweden dort ein Dorf. 1514 wurde es als Spithaven urkundlich erwähnt.
Der Ortsname ist heute wieder offiziell zweisprachig estnisch und schwedisch, da das Dorf zum traditionellen Siedlungsgebiet der Estlandschweden gehörte.